# ヴァギズ・ガリウリン
ヴァギズ・ガリウリン（Vagiz Galiullin、1987年10月10日 - ）は、ウズベキスタン・アサカ出身のサッカー選手。ロシア・ファーストディビジョン、FKネフテヒミク・ニジネカムスク所属。ポジションはMF。

## 経歴

### クラブ
2004年にウズベキスタンのFKアンディジャンでプロキャリアをスタート。その後、国内ふたつのクラブを渡り歩いた。
2006年、ロシア・プレミアリーグのFCルビン・カザンへ移籍をし、リザーブチームでプレーをした。2007年3月7日、ロシア・カップのFCロストフ戦でデビューを飾ったが試合は1-0で敗れた。2008年11月16日、ロシア・プレミアリーグ第29節のPFC CSKAモスクワ戦でロシアリーグデビューを果たした。
2010年、FCシビル・ノヴォシビルスクへレンタル移籍をした。2012年7月、FKネフテヒミク・ニジネカムスクへレンタル移籍をした。
2014年7月、FCウファに移籍した。
2016年2月、両者合意の下でFCウファとの契約を解消し、FKトスノに加入した。

### ウズベキスタン代表
2008年9月6日、2010 FIFAワールドカップ・アジア予選のカタール代表との試合でA代表デビューをした。

## 所属クラブ
- FKアンディジャン 2004
- FKブハラ 2005
- Traktor Tashkent 2006
- FCルビン・カザン 2006-2014

→ FCシビル・ノヴォシビルスク 2010-2012 (loan)
→ FKネフテヒミク・ニジネカムスク 2012-2013 (loan)
- FCウファ 2014-2016
- FKトスノ 2016-2018
- FKタンボフ 2018-

→ FKネフテヒミク・ニジネカムスク 2019- (loan)